# Valor de uso
El valor de uso es la aptitud que posee un objeto para satisfacer una necesidad. Está determinado por sus condiciones naturales. En un sistema de producción capitalista o de producción de mercancías, debe diferenciarse del valor de cambio, ya que siendo este último una magnitud determinada por la cantidad de trabajo socialmente necesaria para producir la mercancía (esto según la teoría del valor-trabajo marxista), el valor de uso es determinado por las características propias del objeto y por el uso específico y concreto que se da al mismo según esas características. De esta manera, dos objetos con distinto valor de uso (por ejemplo, una motocicleta y una televisión) pueden tener el mismo valor de cambio si así lo determinan las leyes del mercado.
El filósofo griego Aristóteles fue uno de los primeros en distinguir entre el valor de uso y el valor de cambio:

[C]ada objeto de propiedad tiene un doble uso. Ambos usos son del mismo objeto, pero no de la misma manera; uno es el propio del objeto, y el otro no. Por ejemplo, el uso de un zapato: como calzado y como objeto de cambio. Y ambos son utilizaciones del zapato. De hecho, el que cambia un zapato al que lo necesita por dinero o por alimento utiliza el zapato en cuanto zapato, pero no según su propio uso, pues no se ha hecho para el cambio.
Política, I, 1257a, 2-4

El valor de cambio, según la teoría del valor-trabajo, es una medida cuantitativa determinada por el tiempo de trabajo abstracto, es decir, el tiempo de trabajo socialmente necesario para producirlas. Así, el patrón de medida por el cual se intercambian las mercancías es el tiempo de trabajo socialmente necesario para producirlas. Si una mercancía vale lo mismo que otra es porque ambas requieren el mismo tiempo de trabajo para producirlas bajo las mismas condiciones sociales de trabajo. Este valor es independiente, por tanto, del uso específico que tengan esas mercancías, y, de esta manera, independiente de su valor de uso.
Este valor está compuesto, en la producción capitalista, por el capital constante (medios de producción) consumido y el capital variable (valor de la fuerza de trabajo) en la producción de mercancías y la plusvalía o valor excedente producido por el obrero y apropiado gratuitamente por el capitalista. 
En el capitalismo, el trabajo, en tanto actividad humana, es el valor de uso, o sea el uso específico dado a la mercancía fuerza de trabajo personificada en un trabajador, y este valor de uso, el trabajo, tiene una cualidad que lo diferencia de los demás valores de uso y es su capacidad para crear valor, es decir valores de cambio materializados en nuevas mercancías.
Es posible plantear una definición para la expresión "valor y uso del patrimonio cultural". Dicha definición estaría caracterizada por el grado de importancia que concedemos a determinadas cosas, ideas o bienes heredados y la utilidad que les damos ya sea en el desarrollo individual o colectivo.
Por otro lado, el historiador Josep Ballart plantea que "las situaciones reales de atribución de valor podrán, pues, contemplarse enmarcadas en las tres categorías de referencia, pero para que todo ello funcione hará falta prever un contexto económico que las englobe (…) donde los usos diferentes del patrimonio, incluidos los puramente contemplativos, son valorados en dinero".
Estas categorías son:
1. "Valor de uso. Nos referimos a valor de uso en el sentido de pura utilidad, es decir, evaluaremos el patrimonio pensando que sirve para hacer con él alguna cosa, que satisface una necesidad material o de conocimiento o un deseo. Es la dimensión utilitaria del objeto histórico".[4]
2. "Valor formal. Este valor responde al hecho indiscutible de que determinados objetos son apreciados por la atracción que despiertan a los sentidos, por el placer que proporcionan por razón de la forma y por otras cualidades sensibles, y por el mérito que presentan".[4]
3. "Valor simbólico-significativo. Por valor simbólico entenderemos la consideración en que se tienen los objetos del pasado en tanto que son vehículos de alguna forma de relación entre la persona o personas que los produjeron o los utilizaron y sus actuales receptores. En este sentido los objetos actúan como presencias sustitutivas y hacen de nexo entre personas separadas por el tiempo, por lo que son testimonio de ideas, hechos y situaciones del pasado. Hay que precisar que, ya que todo objeto histórico es un vehículo portador de mensajes y que las relaciones que se establecen entre el recurso y las personas son muy complejas, es aconsejable tomar en consideración las técnicas de análisis que la semiología aplica a la teoría de la comunicación y utilizarlas en la delimitación de este grupo de valores que hemos calificado de simbólicos. Entonces veremos que en vez de valor simbólico será preferible hablar de valor significativo, ya que el primero quedará contenido en el segundo".[4]

Para Xavier Greffe, profesor de economía en la Universidad de París 1 Panthéon-Sorbonne, "el valor de uso consiste en el hecho de que el monumento sea visitado, reorganizado como hotel o sala de conferencias, etc. Aquí los valores son apropiados para cada uno de los usuarios mediante los servicios prestados y en contrapartida los ingresos que conlleva. El consumo público de  los valores de existencia corresponde a la aglomeración del consumo privado de los valores de uso, y a la subvención  de las entidades públicas se agregan los ingresos de la actividad. Así que percibimos claramente detrás del valor de uso el mismo principio del valor económico".